# Sparta (Georgia)
Sparta è una città degli Stati Uniti d'America, situata in Georgia, nella Contea di Hancock, della quale è il capoluogo.